# Нунам-Іква (Аляска)
Нунам-Іква (англ. Nunam Iqua) — місто (англ. city) в США, в окрузі Кусілвак штату Аляска. Населення — 217 осіб (2020).

## Географія
Нунам-Іква розташований за координатами 62°30′24″ пн. ш. 164°54′1″ зх. д. / 62.50667° пн. ш. 164.90028° зх. д. (62.506535, -164.900384).  За даними Бюро перепису населення США в 2010 році місто мало площу 47,87 км², з яких 31,42 км² — суходіл та 16,45 км² — водойми.

## Демографія
Згідно з переписом 2010 року, у місті мешкало 187 осіб у 43 домогосподарствах у складі 37 родин. Густота населення становила 4 особи/км².  Було 46 помешкань (1/км²).
Расовий склад населення:
| - 91,4 % — корінних американців - 5,9 % — білих - 1,1 % — азіатів |

До двох чи більше рас належало 1,6 %. Частка іспаномовних становила 0,0 % від усіх жителів.
За віковим діапазоном населення розподілялося таким чином: 42,2 % — особи молодші 18 років, 51,4 % — особи у віці 18—64 років, 6,4 % — особи у віці 65 років та старші. Медіана віку мешканця становила 22,1 року. На 100 осіб жіночої статі у місті припадало 110,1 чоловіків;  на 100 жінок у віці від 18 років та старших — 103,8 чоловіків також старших 18 років.
Середній дохід на одне домашнє господарство  становив 58 418 доларів США (медіана — 41 250), а середній дохід на одну сім'ю — 63 037 доларів (медіана — 48 750). За межею бідності перебувало 16,3 % осіб, у тому числі 13,5 % дітей у віці до 18 років та 13,3 % осіб у віці 65 років та старших.
Цивільне працевлаштоване населення становило 42 особи. Основні галузі зайнятості: освіта, охорона здоров'я та соціальна допомога — 40,5 %, публічна адміністрація — 23,8 %, транспорт — 21,4 %.